# Chignolo d’Isola
Chignolo d’Isola ist eine italienische Gemeinde (comune) mit 3407 Einwohnern (Stand 31. Dezember 2023) in der Provinz Bergamo in der Region Lombardei.

## Geographie
Chignolo d’Isola befindet sich elf km südwestlich der Provinzhauptstadt Bergamo und 35 km nordöstlich der Metropole Mailand.
Die Nachbargemeinden sind Bonate Sopra, Bonate Sotto, Bottanuco, Madone, Medolago, Suisio und Terno d’Isola.
Von 1927 bis 1947 war sie mit Madone zur Gemeinde Centrisola vereinigt.

## Sehenswürdigkeiten
- Der Palazzo Roncalli wurde im 17. Jahrhundert von einer Adelsfamilie erbaut und im 19. Jahrhundert restauriert.
- Die Pfarrkirche San Pietro wurde in den Jahren 1873 bis 1885 erbaut, jedoch erst 1901 geweiht. Im Inneren der Kirche befinden sich zahlreiche wertvolle Gemälde.

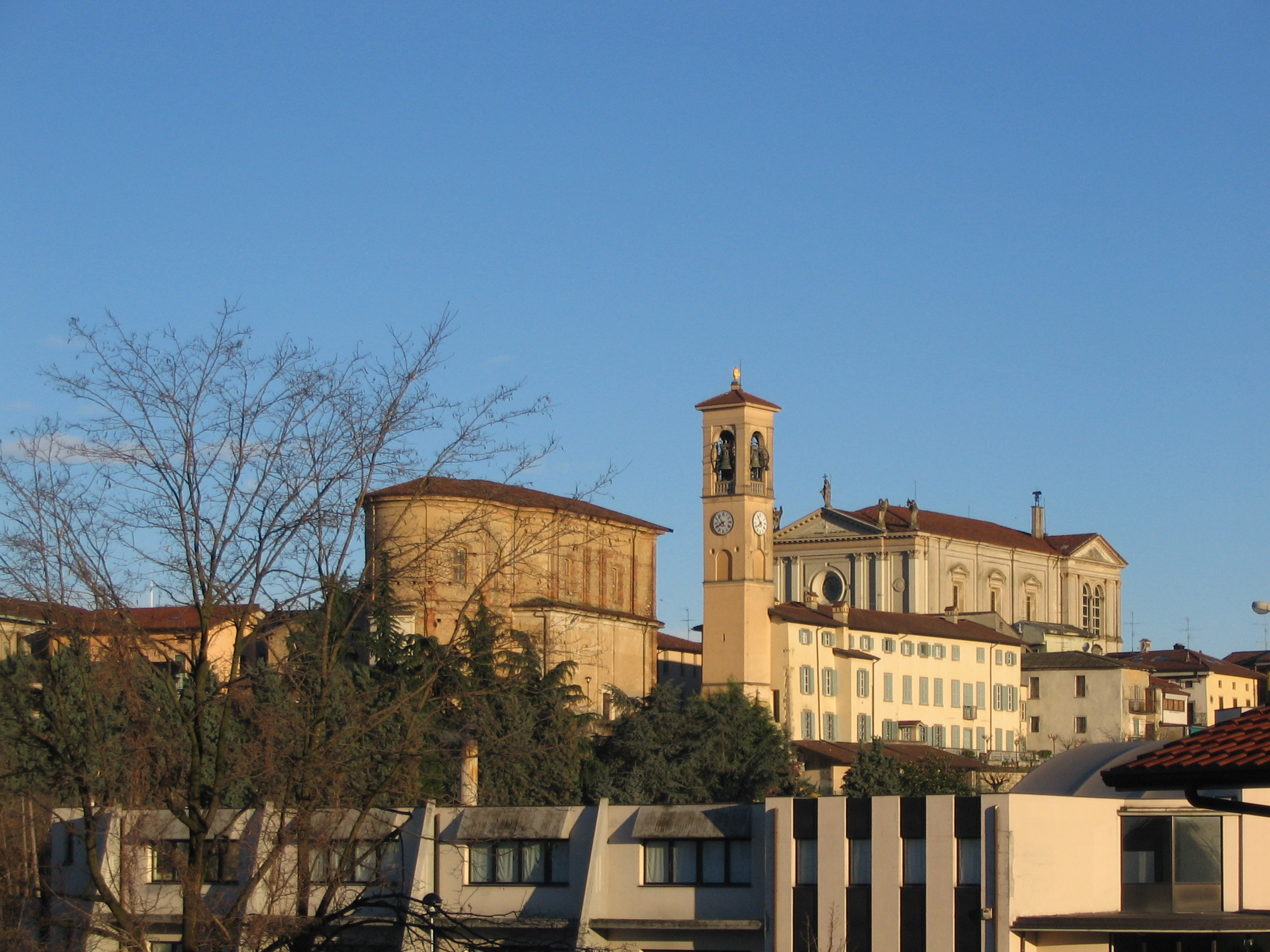
Chignolo d’Isola
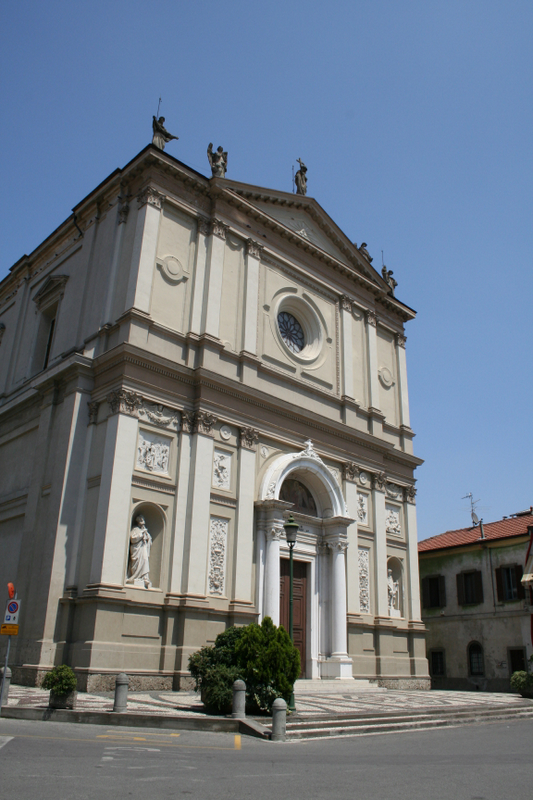
Pfarrkirche San Pietro
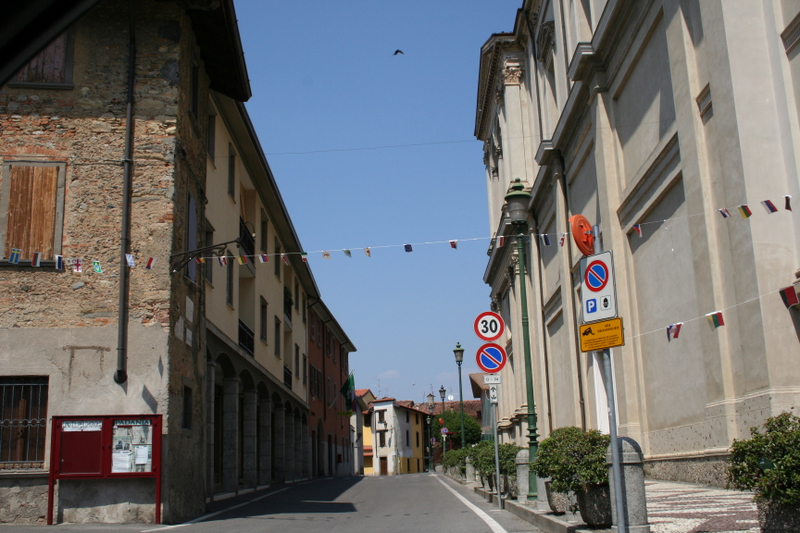
Ortszentrum
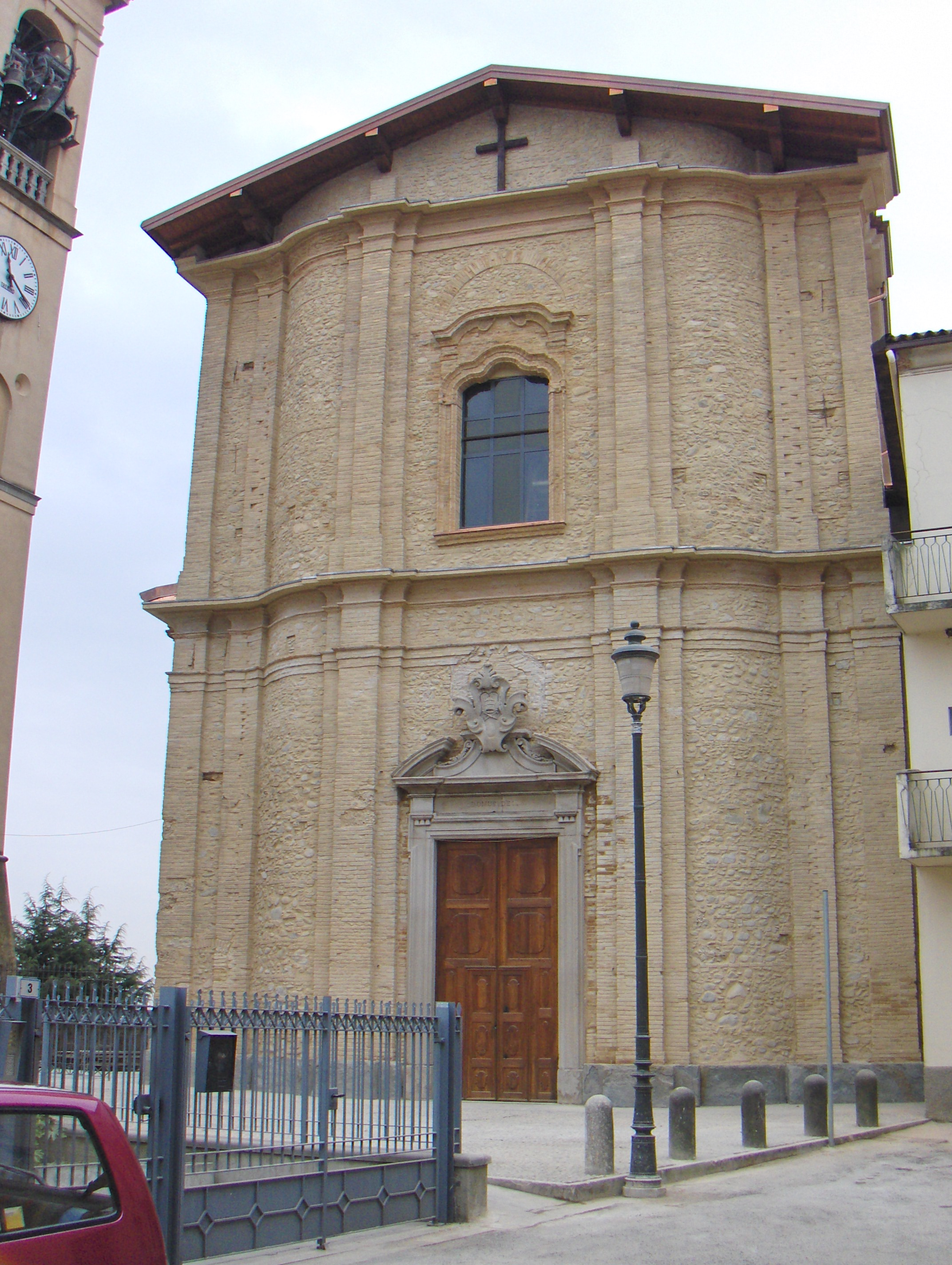
Santuario Madonna di Lourdes

## Persönlichkeiten
- Pietro Carsana (1814–1887), Priester, Doktor der Theologie und Bischof von Como